# Herrschaft Kniphausen

Historische Karte der Herrschaft Kniphausen (1835)

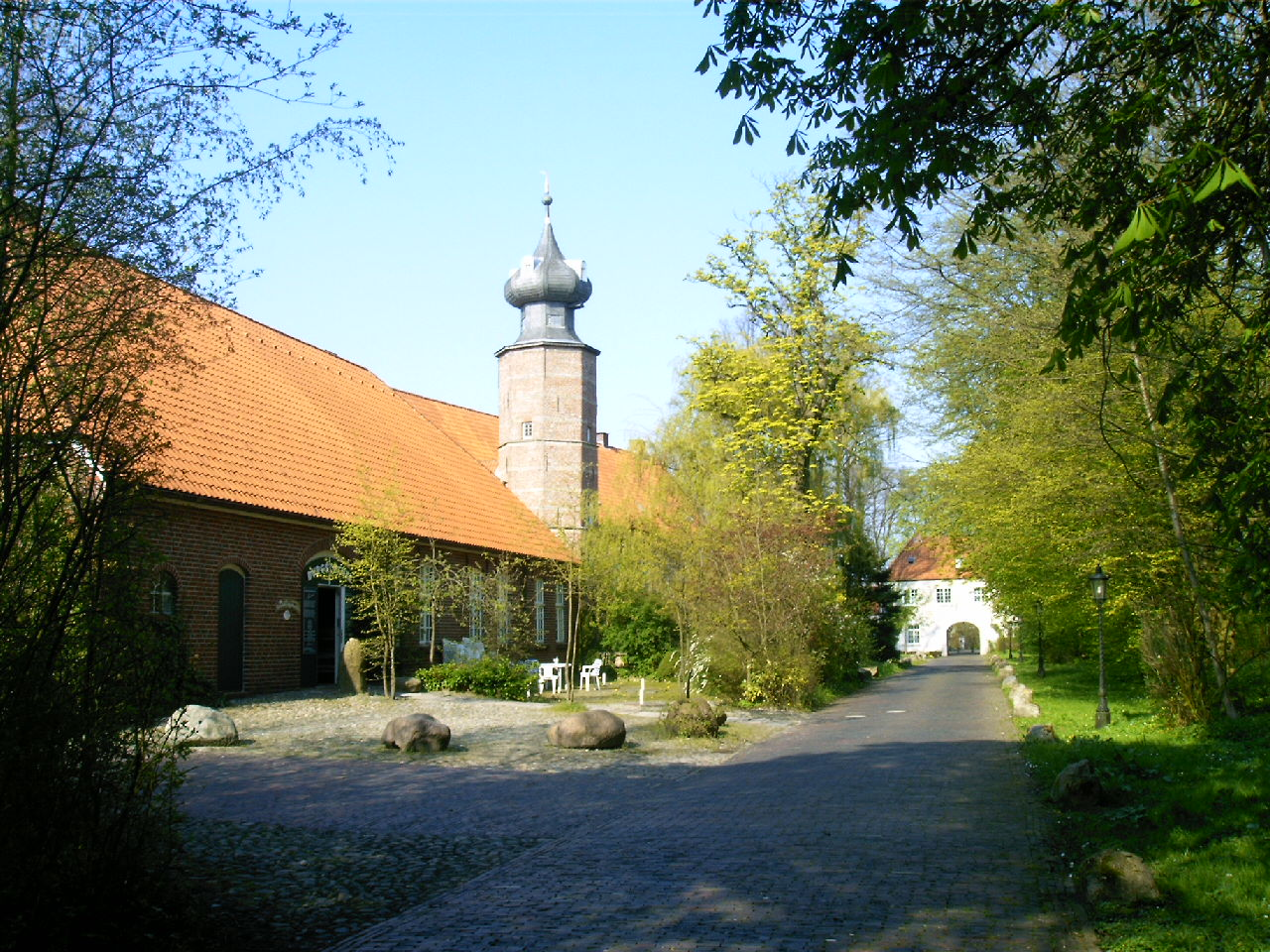
Burganlage Kniphausen mit Torgebäude und ehemaligem Marstall

Anton I. von Aldenburg

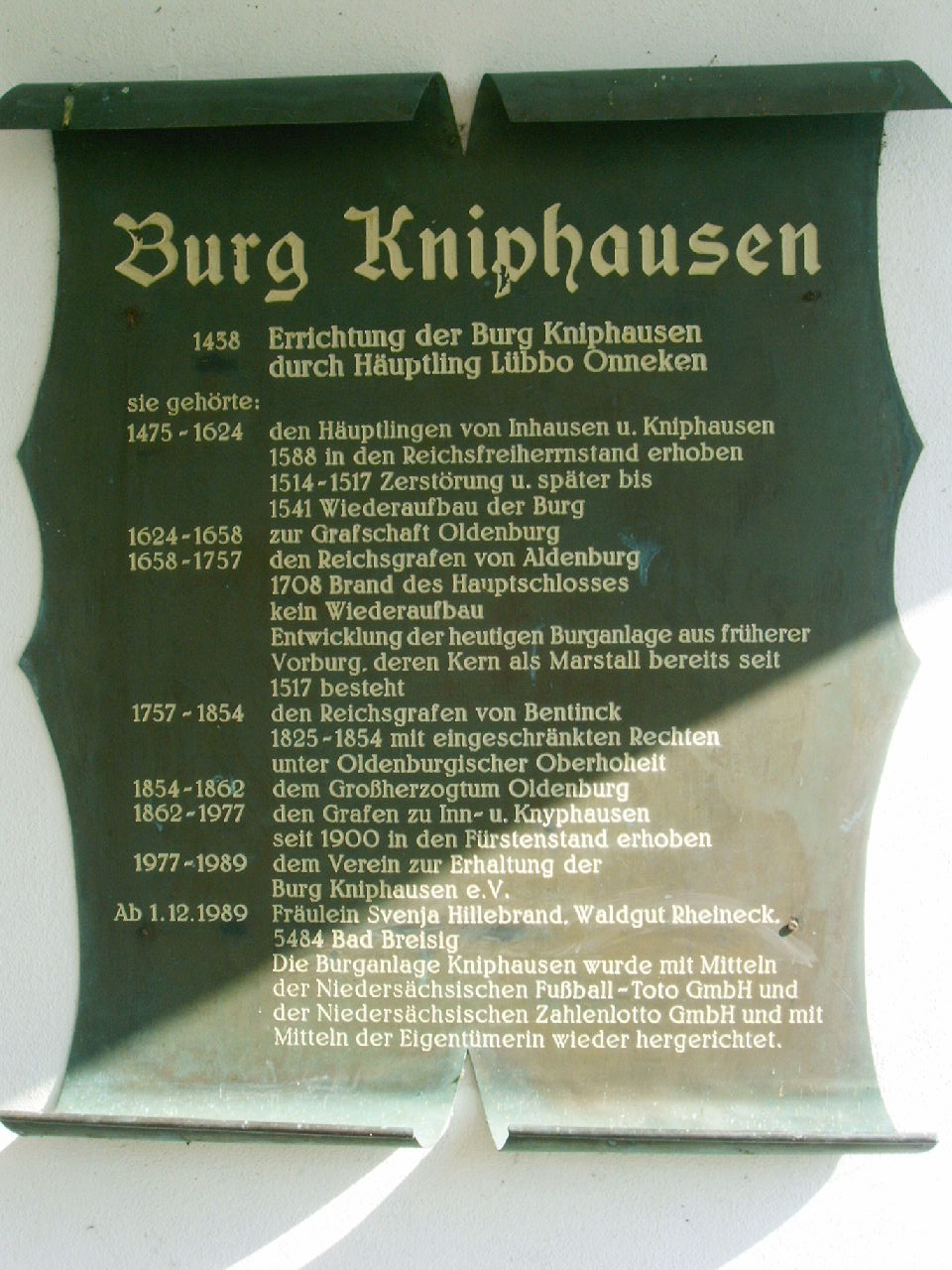
Geschichte der Burg Kniphausen

Die Herrschaft Kniphausen, bis ins 17. Jahrhundert auch Herrlichkeit von In- und Kniphausen genannt, war als reichsunmittelbares Territorium ein Teil Frieslands und wurde von friesischen Häuptlings- und Adelsfamilien regiert. Sie lag in der Östringer Marsch, am Stadtrand und zum Teil auf dem heutigen Stadtgebiet von Wilhelmshaven. Die Herrlichkeit entstand gegen Ende des 15. Jahrhunderts. Erster Herr war der friesische Häuptling Fulf (auch Folef) von In- und Kniphausen (etwa 1465–1530/31), der durch Erbschaft in den Besitz der Burgen Inhausen und Kniphausen gelangte. Zu dieser Zeit umfasste die Herrlichkeit eine Fläche von etwa 45 km² mit den Kirchspielen Fedderwarden, Sengwarden und Accum.

## Geschichte
1588 wurde Iko von In- und Kniphausen durch Kaiser Rudolf II. zum Reichsfreiherrn ernannt. Nach Streitigkeiten im Dreißigjährigen Krieg trat Philipp Wilhelm von Innhausen und Knyphausen 1624 seinen Besitz gegen eine jährliche Rente an die Grafschaft Oldenburg ab. Die Familie bezog aus diesem Vertrag bis zu einem Ablöseabkommen mit dem Land Niedersachsen im Jahre 1964 340 Jahre lang Zahlungen.
1658 erhielt Anton I. von Aldenburg die Herrschaft Kniphausen zusammen mit Varel, das nach Übergang der Herrschaft an die gräfliche Familie von Aldenburg-Bentinck 1738 Hauptort und Regierungssitz wurde, als freies Grundeigentum. Anton I. war ein unehelicher, aber 1646 durch Kaiser Ferdinand III. legitimierter Sohn des Grafen Anton Günther von Oldenburg. Er wurde zum Reichsfreiherrn und später zum Reichsgrafen erhoben. Nach Aldenburgs Tod bekamen dessen Nachkommen durch das sog. Aldenburgischen Traktat am 12. Juli 1693 die Herrschaft Kniphausen bestätigt. Durch Heirat kam die Herrschaft dann an das Haus Aldenburg-Bentinck.
Beim Reichsdeputationshauptschluss 1803 wurde die „Herrlichkeit von In- und Kniphausen“ nicht mediatisiert, sondern ein neutraler Staat. Er unterlag zunächst nicht der napoleonischen Kontinentalsperre und profitierte, auch nach der französischen Besetzung 1806, vom blühenden Seehandel und später vom Schmuggel mit Großbritannien. Durch Napoleons Machtanspruch wurde Kniphausen im Vertrag zu Fontainebleau am 11. November 1807 mediatisiert und der Souveränität des Königreichs Holland unterworfen. Durch das organische Senatskonsult vom 10. Juli 1810 kam es unter die Oberherrschaft des Kaiserreichs Frankreich und wurde mit der Herrschaft Jever zu einem Arrondissement vereinigt. Es zählte zum Département Ems-Oriental, während der Graf Bentinck nur sein Eigentumsrecht behielt.
Nach der Völkerschlacht bei Leipzig endete die französische Oberherrschaft, noch im Oktober 1813 ließ der Graf Bentinck seine vormaligen Hoheitsrechte wieder ausüben. Am 25. November 1813 nahm der russische General Ferdinand von Wintzingerode Jever und Kniphausen für Russland in Besitz, am 20. Dezember 1813 folgte die provisorische Administration durch Oldenburg.
Dieser Zustand hielt bis zum 31. Juli 1826 an, durch das Berliner Abkommen vom 8. Juni 1825 endete die provisorische Verwaltung von Kniphausen. Dadurch und durch eine Convention vom 28. Februar 1834 entstand ein öffentlicher Rechtszustand, der die Herrschaft wieder in ursprünglicher Form aufrichtete und Kniphausen eine begrenzte Souveränität verschaffte. Im Mai 1848 wurde der Herrschaft sogar ein eigener Sitz in der Frankfurter Nationalversammlung zugebilligt. Das Mandat erhielt Hillart Cropp. Dennoch gab es einen langen, zum Teil mit Gewalt ausgetragenen Streit Oldenburgs mit den Bentincks, den so genannten Bentinckschen Erbfolgestreit. Dieser Streit wurde erst 1854 mit einem Vergleich beendet, in dem die Familie Bentinck gegen eine Entschädigung auf ihre Rechte verzichtete. Die Vermittlung übernahm Preußen im Rahmen des Jade-Vertrags 1853, festgehalten in einem zunächst geheimen Zusatz-Artikel. Die Herrlichkeit In- und Kniphausen wurde in das Großherzogtum Oldenburg eingegliedert und bildete dort das „Amt Kniphausen“, das 1858 im Amt Jever aufging. Das Amt Kniphausen bestand aus den drei Gemeinden Accum, Fedderwarden und Sengwarden.
Von 1933 bis 1948 gab es eine Großgemeinde Kniphausen, deren Gebiet sich mit dem der vormaligen Herrlichkeit zum Teil deckte.

## Kniphauser Flaggen und Wappen

Flagge der Herrschaft Kniphausen 1689–1702
Flagge der Herrschaft Kniphausen 1702–1751
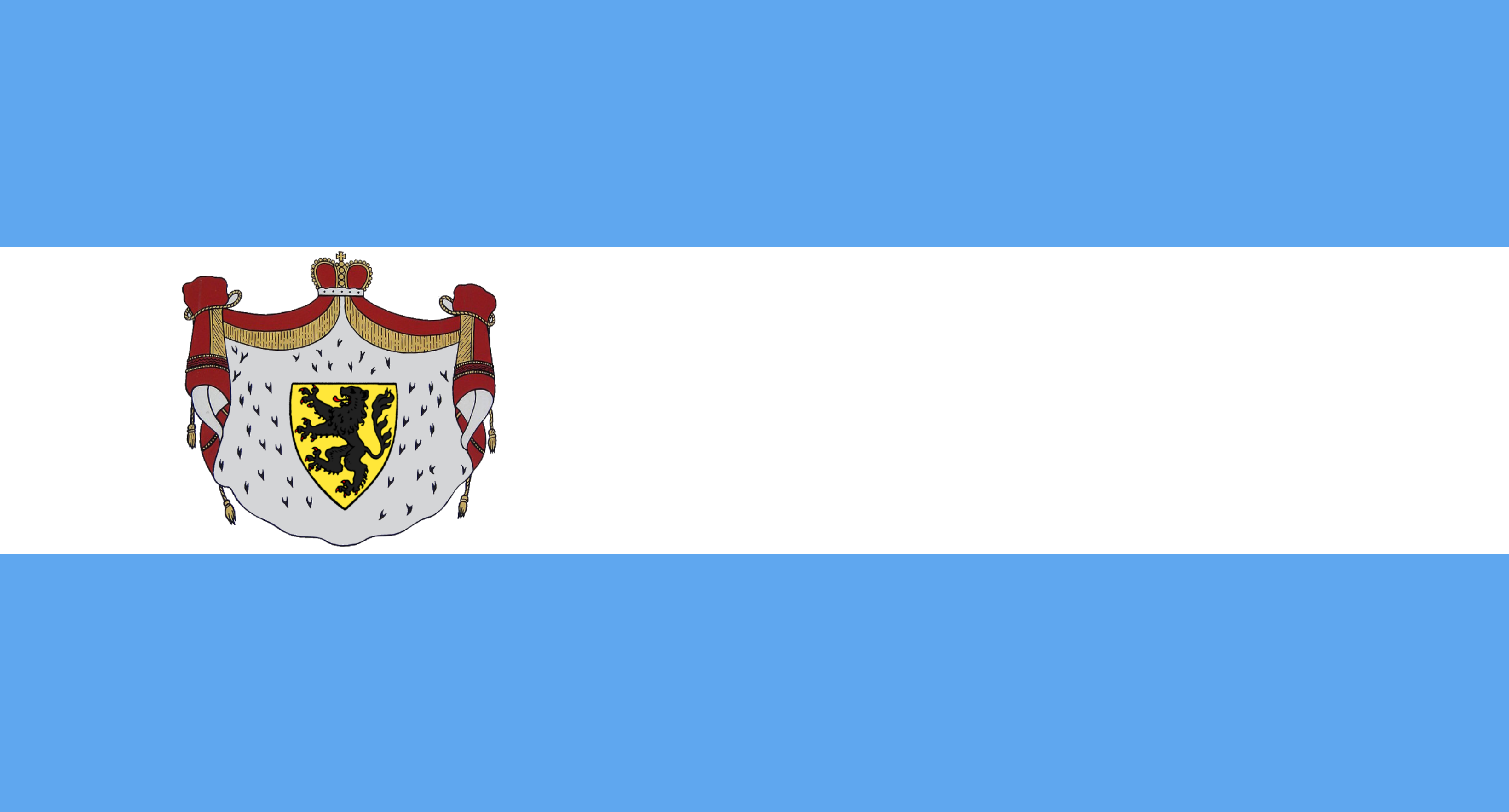
Flagge der Herrschaft Kniphausen 1835 (Rekonstruktion)
Flagge der Herrschaft Kniphausen 1835
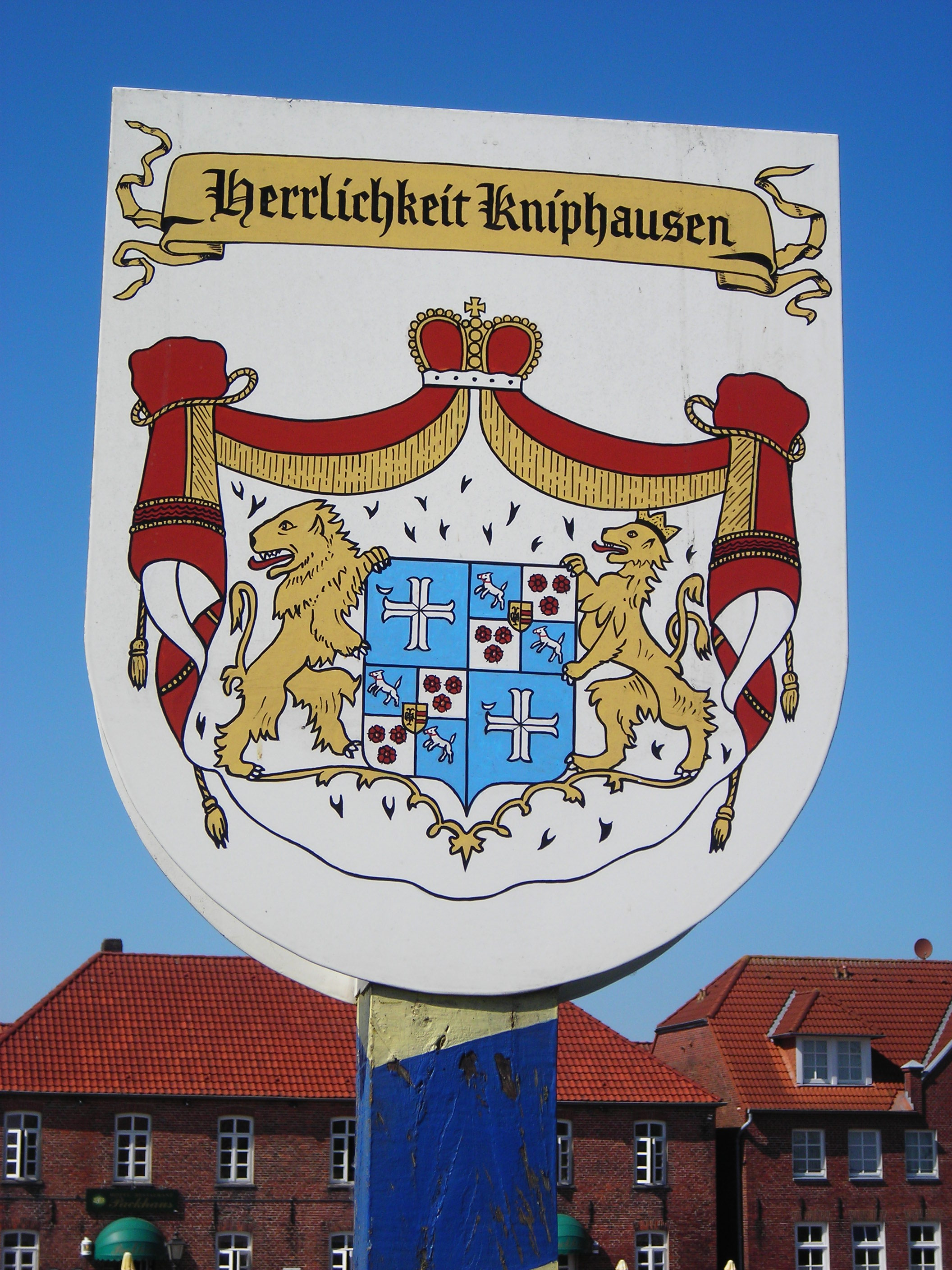
Das Kniphauser Wappen
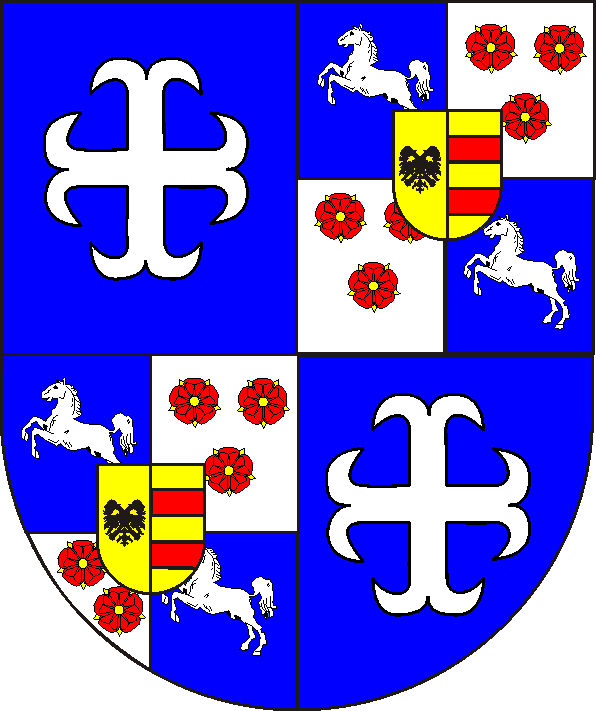
Wappen von Aldenburg-Bentinck

## Münzprägung
Für die freien Herrschaften Kniphausen und Varel wurden zuletzt in den Jahren 1806 und 1807 Münzen geprägt. Die Stempelherstellung für die geplante Prägung der Goldmünzen (mit den Nominalen 10-, 5- und 2½-Taler), von denen es Probeabschläge gibt, erfolgte in Sankt Petersburg, die Prägung der 9-Grotemünzen mit einer Auflage von 16000 Stück, wurde schließlich im Jahr 1808 (aber mit der Jahreszahl 1807) in Utrecht durchgeführt.